# ЛОпуХИ (фільм)
«ЛОпуХИ» — російська пригодницька комедія. Прем'єра фільму відбулася 13 серпня 2009 року.

## Зміст
Троє провінційних акторів приїжджають у столицю, щоб домогтися успіху і підкорити всіх своїм талантом. Однак після того як на їхньому виступі для кримінальної верхівки відбувається непоправний інцидент, їм доводиться ховатися. Їх переслідують і правоохоронні органи, і професійні вбивці.

## Історія створення
Створення фільму детально висвітлювалося на сайті «КВН для ВСІХ». Сайт зацікавився фільмом тому, що у фільмі задіяно безліч гравців в КВН, в тому числі всі три виконавця головних ролей і всі три сценариста: Сергій Писаренко та Євген Нікішин представляють команду «Повітове місто», Ендрю Нджогу — команду РУДН; Сарік Андреасян, за сумісництвом режисер, грає в команді «Справжні Вірмени», Олексій Нужний - у команді «Червоне місто Йошкар-Ола» (збірна республіки Марій Ел), Леонід Марголін — в команді «Інша Москва». Крім того, були ролі в картині у Миколи Наумова з команди «Парма», Дмитра Циганова з «Тюмені», Тіграна Бакумяна з «Іншої Москви» і Дмитра Грачова з команди «МАМИ».
Сайту «КВН для ВСІХ» вдалося взяти інтерв'ю у Андреасяна і Нужного в один зі знімальних днів у Москві, коли при жаркій погоді знімалася сцена, де герої повинні були одягатися в костюми величезних ляльок. Зйомки проходили по шість днів на тиждень при одному вихідному, причому творці фільму планували вкластися в 38 знімальних днів і близько 30% матеріалу вже було відзнято до того моменту. Нужний подякував Леоніда Марголіна за те, що він «придумав приголомшливий хід у сценарії», і запевнив яке брало інтерв'ю людини під ніком osmos7, що «такого повороту в кіно ще не було». За словами Андреасяна, сценарій фільму писався саме для Писаренко, Нікішина і Нджогу, а й самі ці актори в ході зйомок постійно пропонували, що можна було б додати до того чи іншого епізоду. Таким чином, частина сценарію писалася вже на знімальному майданчику, хоча і не більше п'яти відсотків; наприклад, osmos7 сам був свідком того, як до діалогу між героями, один з яких був одягнений в костюм вовка, був доданий великий план вовка з цигаркою «Біломор» в зубах: після того, як з'явилася сама ідея у великому плані курця вовка, вирішили дати вовку звичайну сигарету, потім замінили її на сигарету з жовтим фільтром, порахувавши, що вона краще виглядає, а після цього Євген Нікішин сказав, що ще з часів мультфільму «Ну, постривай!» вовк асоціюється з цигарками «Біломор», і протягом декількох хвилин потрібні цигарки були знайдені.
Андреасян розраховував, що «фільм вийде в найкращих традиціях радянського кіно, радянської комедії». Він же наголосив, що фільм «ЛОпуХИ» цілком міг відбутися, навіть якщо б не вийшов «Найкращий фільм»; більше того, фільм «ЛОпуХИ» був би запущений у виробництво «набагато раніше, так як після виходу „Найкращого фільму“ довіру до КВНщиків було підірвано. І особисто мені коштувало дуже великих праць почати знімати кіно за участю дійсно здатних гравців КВНщиків».
Виробництво фільму обійшлося набагато дешевше, ніж виробництво «Найкращого фільму», оскільки перед творцями останнього стояло завдання зробити хорошу пародію і вони витратили багато коштів на відтворення обстановки пародійованих фільмів, а також на спецефекти. Підготовка до написання сценарію фільму зайняла більше часу, ніж власне написання сценарію: ідею Марголін та Нужний (можливо, за участі Андреасяна) обговорювали ще у вересні 2007 року, а сам сценарій був написаний приблизно за два місяці.
Андреасян описав сенс фільму, до закінчення зйомок якого на той момент було ще далеко, таким чином: «Це історія про те, що є люди, яких ніщо не змінить, і навіть за наявності мільйонів доларів людина здатна залишитися щирим, простим, чесним, наївним. Приміром, знаєте, з чим пов'язаний успіх серіалу „Містер Бін“? З тим, що його персонаж - така ж людина, як і ми, але він не зовсім розуміє, як жити в цьому світі. Ми бачимо, як він залазить в машину через вікно, неправильно носить одяг, не туди витрачає гроші. Це робить його персонажа в першу чергу зворушливим і тільки потім смішним».

## У ролях
- Сергій Писаренко — Серьога
- Євген Нікішин — Женечка
- Ендрю Нджогу — Ендрю
- Надія Ручка — Марія
- Дмитро Нагієв — «Ален Делон»
- Михайло Поліцеймако - Карліто Бріганте
- Михайло Горевий - помічник Боса
- Олександр Баширов — бомж
- Сергій Бурунов - фізик
- Олена Іщеєва
- Тигран Бакумян
- Олександр Журин — Ден
- Микола Наумов - старший лейтенант Корочкін
- Григорій Шевчук - даішник Костян
- Ірина Рогозіна — Аліна
- Дмитро Грачов - Володимир Путін
- Сергій Садовников

## Знімальна група
- Режисер-постановник Роман Самгін, Сарік Андреасян
- Сценарій: Сарік Андреасян, Олексій Нужний, Леонід Марголін
- Генеральний продюсер: Юрій Шабайкін
- Продюсери: Олександр Іншаков, Олексій Гостеєв
- Виконавчий продюсер: Андрій Захаров
- Музика: Роман Родіонов, Dr.Tash
- Оператор-постановник: Петро Братерський
- Режисер монтажу: Кирило Козлов
- Кастинг: Дарія Рашеєва
- Художник-постановник: Тетяна Уманець
- Декорації: Костянтин Вакін
- Дирекція: Дмитро Мерадж
- Режисер: Антон Ельшевіч
- Звукорежисер: Євген Філіппов
- Трюки: Антон Смекалкін
- Оператор: Роман Куракін
- Художник по світлу: Андрій Дейнеко